# 森ひろ子
森 ひろ子（もり ひろこ、1933年8月17日 - ）は、日本の女性声優、舞台女優。愛知県出身。

## 経歴
愛知県立新城高等学校卒業。
以前はNHK浜松放送劇団、劇団戯曲座、劇団葦、劇団もず、プロダクション河、オフィス央、ぷろだくしょんバオバブに所属していた。

## 人物
声種はメゾソプラノからアルト。方言は三河弁。
声優としてはアニメ、外画吹き替えで活躍。舞台女優としても活動。
趣味は日本舞踊、読書。資格は普通自動車二種免許。

## 出演作品
※太字はメインキャラクター。

### テレビアニメ
1967年
- 黄金バット（雪のママ、青い炎の国の女王）
- おそ松くん
- パーマン

1968年
- 妖怪人間ベム（ベラ）
- 怪物くん（TBS版）

1969年
- アタックNo.1（清水先生）
- 佐武と市捕物控（お春）

1970年
- 昆虫物語 みなしごハッチ（母）

1971年
- 天才バカボン

1972年
- 樫の木モック（夫人）

1973年
- エースをねらえ!
- 科学忍者隊ガッチャマン（ギャラクター女隊長、女校長）

1976年
- まんが 花の係長

1980年
- ニルスのふしぎな旅（エア）

2002年
- GetBackers-奪還屋-（おばあさん）

2005年
- SPEED GRAPHER（豪徳寺）

2009年
- ご姉弟物語（キヌ）

2011年
- へうげもの（大政所）

2014年
- 名探偵コナン（舎川睦実）

### OVA
- サクラ大戦 エコール・ド・巴里（2003年、タレブー婦人）
- サクラ大戦 ル・ヌーヴォー・巴里（2004年、タレブー婦人）

### 劇場アニメ
- アタックNo.1 涙の回転レシーブ（1970年、清水先生[12]）
- ヤスジのポルノラマ やっちまえ!!（1971年）
- スチームボーイ（2004年、ビクトリア女王[13]）
- チョコレート・アンダーグラウンド（2009年、バビおばさん[14]）

### ゲーム
- サクラ大戦3 〜巴里は燃えているか〜（2001年、タレブー婦人）
- サクラ大戦物語 〜ミステリアス巴里〜（2004年、タレブー、グエン・チ・フォン）

### 吹き替え

#### 映画
- 赤い河（フェン）
- 家なき子（ミリカン夫人〈シモーヌ・レナン〉）
- 裏街
- 華麗なるペテン師たち
- 恐怖の報酬（リンダ〈ヴェラ・クルーゾー〉）※NETテレビ版
- 九月になれば（ローザ〈ジーナ・ロロブリジーダ〉）※TBS版
- 殺しが静かにやって来る（ポーリーン）
- 世界を彼の腕に
- 草原の輝き（ジニー）※NETテレビ版
- チャタレイ夫人の恋人（ヒルダ）
- チャンピオン（グレース）※NETテレビ版
- 永遠に美しく… ※日本テレビ版
- ベニスと月とあなた（ニーナ〈マリサ・アラーシオ〉）※NHK版
- 魔獣大陸（エヴァ〈ヒルデガルド・ネフ〉）※NETテレビ版
- メン・イン・ブラック（エデルソン）※日本テレビ版
- 若い恋人たち（アンナ・ソーベック〈オディール・ベルソア〉）※NHK版

#### ドラマ
- ER緊急救命室
  - シーズンⅠ #7、#17（カーリー）
  - シーズンXI #11（チェリス・バーンズ〈マーラ・ギブス〉）
- ウーマン ラブ ウーマン（イーディ〈ヴァネッサ・レッドグレイヴ〉）
- WITHOUT A TRACE/FBI 失踪者を追え!2（パパピッシュ）
- FBIアメリカ連邦警察 #14（カレン・メイソン：ジャクリーン・スコット）、#40（ジューン・マンガー〈ジャクリーン・スコット〉）
- タイムトンネル「スパイと怪獣」（ジー〈ビティナ・マーカス〉）
- 逃亡者 (1963年のテレビドラマ) #4（マリア・アルバレス〈ピナ・ペリサー〉）、#38（エイミー・アダムス〈パトリシア・スミス〉）、#78（ポーラ〈ニタ・タルボッツ〉）、#94（マーシャ・ストーン〈ロイス・ネトルトン〉）、#112（ゲイル・マーティン〈マリリン・メイソン〉）、#119・#120（ドナ・キンブル〈ジャクリーン・スコット〉）
- ルート66「アミティに帰る」※NHK版
- ロックフォードの事件メモ

#### アニメ
- おくびょうなカーレッジくん（ミュリエル）
- カーズ（リジー）
  - カーズ2
  - カーズトゥーン メーターの世界つくり話
  - カーズトゥーン ラジエーター・スプリングスの仲間たち
  - カーズ/クロスロード
- リロ・アンド・スティッチ（ハセガワさん）

#### 人形劇
- サンダーバード（モデル・マドレーヌ）

### CM
- ケンミン食品（焼きビーフン） - 1993年放映。アニメ『妖怪人間ベム』とのコラボレーション[15]。ナレーションも兼任した。
- カートゥーン ネットワークスポットCM（ミュリエル）